# Brusino Arsizio
Brusino Arsizio es una comuna suiza del cantón del Tesino, situada en el distrito de Lugano, círculo de Ceresio. Tiene una población estimada, a fines de 2020, de 451 habitantes.
Está situada al pie de la ladera norte del monte San Giorgio en el lago de Lugano, a 279 metros sobre el nivel del mar.

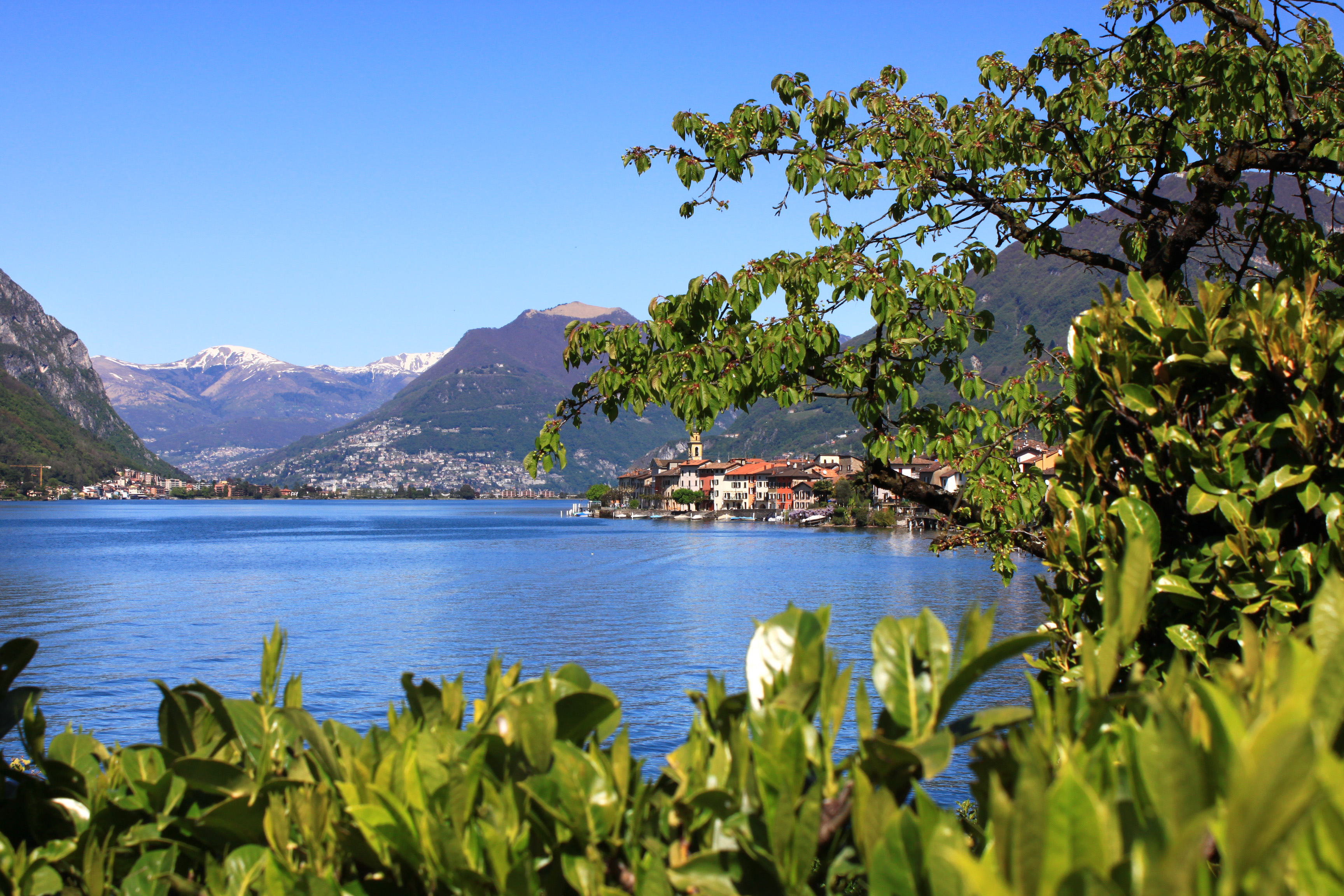